# Neoserica semipubescens
Neoserica semipubescens är en skalbaggsart som beskrevs av Ahrens 2003. Neoserica semipubescens ingår i släktet Neoserica och familjen Melolonthidae. Inga underarter finns listade i Catalogue of Life.